# 가미무라 가즈오
가미무라 가즈오(上村一夫, 1940년 3월 7일 ~ 1986년 1월 11일)는 일본의 만화가로, 독특한 화풍으로 인해 ‘쇼와의 화가’라고도 불리었다. 가나가와현 요코스카시에서 태어났다. 1964년, 무사시 미술대학 디자인과를 졸업, 재학 중에 아르바이트로 근무했던 광고대리점 센코샤의 일러스트레이터로서 광고제작에 종사했다.
1967년 미국의 잡지 <플레이보이>풍의 패러디 만화 <귀여운 사유리쨩의 타락>을 <월간 타운>창간호에 발표. 이것이 만화가로서의 데뷔가 되었다. 1968년에는 센코샤의 동료로 방송작가로도 활동했던 아쿠 유(훗날 작사가, 소설가)와 함께 <평범 펀치>에서 <파라다>의 연재를 개지, 본격적인 만화가활동에 들어간다.
다이쇼의 난세 화가라고 불린 다케히사 유메지를 연상시키는 여성상과 독특한 극화 터치의 화풍을 확립해 <영코믹>, <주간플레이보이>, <만화액션>, <빅코믹>등의 잡지를 무대로 많은 연재를 했다. 전성기에는 월 400매라는 경이적인 집필량을 소화했다. <슈라유키히메>, <동서시대>, <시나노가와>, <악마같은 녀석>, <사치코의 행복>등 영화화된 작품도 많다.
1985년 11월 후두암으로 입원하여 1986년 1월 11일에 나이 향년 45세의 나이로 사망하였다.